# مخیتار زاکاریان
مخیتار سیرانی زاکاریان (ارمنی: Մխիթար Սեյրանի Զաքարյան؛ زادهٔ ۱۰ دسامبر ۱۹۷۱) یک  سیاستمدار اهل ارمنستان است که از تاریخ ۲۰۲۱ تا تاریخ ۲۰۲۶ سمت نمایندگی دوره هشتم مجلس ملی جمهوری ارمنستان را برعهده داشت.

## زندگی‌نامه
در ۱۰ دسامبر ۱۹۷۱ در آگاراک به دنیا آمد و از دانشگاه دولتی اقتصاد ارمنستان فارغ‌التحصیل شد. 